# Al-Fadilijja
Al-Fadilijja (arab. الفاضلية) – wieś w Syrii, w muhafazie Hims. W 2004 roku liczyła 798 mieszkańców.